# VICIプロパティーズ
Vici プロパティーズ（Vici Properties Inc.）は、ニューヨークに本社を置くカジノ施設専門の不動産投資信託（REIT）である。
2017年にシーザーズ・エンターテインメント・コーポレーションの破産更生手続きの一環として分離独立する形で設立された。米国とカナダを中心に48のカジノ、ホテル、競馬場と4つのゴルフ場を所有。

## 歴史
ヴィーチ・プロパティーズは、シーザーズ・エンターテインメントの最大部門であるシーザーズ・エンターテインメント・オペレーティング・カンパニー（CEOC）の連邦破産法第11章に基づく再建の一環として設立された。2015年1月にCEOCを破産に追い込んだ後、シーザーズはCEOCを同社のカジノを所有するREITと、カジノを管理する運営会社の2つの会社に分割することを提案した。  この計画は、REITに対する優遇税制を利用することで、CEOCの債権者の価値を最大化することを目的としていた。 連邦議会議員の何人かは、この計画がREIT法の乱用であるとして反対した。 彼らは内国歳入庁に分社化を非課税とするよう求めたが、彼らの抗議は聞き入れられなかった。
CEOCの債権者に対するヴィーチの分社化は、CEOCが破産から脱却した2017年10月6日に完了した。 Viciは19のカジノと競馬場のポートフォリオからスタートし、すべてシーザーズに年間総額6億3,000万ドルの初期賃料で賃貸され、4つのゴルフコースがあった。 社名は、ジュリアス・シーザーに由来する「Veni, vidi, vici」というフレーズから採用された。
2017年12月にシーザーズからハラーズ・ラスベガスを11億ドルで買収し、当初の年間賃料8,740万ドルで再リースした。
シーザーズと競合するMGMリゾーツ・インターナショナル傘下のREITであるMGMグロース・プロパティーズは2018年1月、推定59億ドルでヴィーチ社を買収することを提案した。ヴィーチ社の取締役会はこの申し出を拒否し、代わりに新規株式公開を計画的に進めることを決定した。
2018年2月にニューヨーク証券取引所でIPOを完了し、12億ドルを調達した。
2018年半ばに本社をラスベガス地域からニューヨークに移転した。.
2018年にシーザーズとの2つの取引を完了し、シーザーズ・パレスのオクタビウス・タワーを5億800万ドル、ハラーズ・フィラデルフィアを2億4200万ドルで購入し、それぞれ年間3500万ドルと2100万ドルでシーザーズに貸し戻した。
2019年、ペン・ナショナル・ゲーミングと共同で2つの購入を行った。Viciがルイジアナのマルガリータビル・リゾートカジノとデトロイトのグリークタウン・カジノホテルの不動産をそれぞれ2億6,100万ドルと7億ドルで購入し、ペンは両施設の運営事業を購入し、それぞれ年間2,300万ドルと5,600万ドルの賃料でヴィチからリースした。 ヴィチは2019年9月、グリークタウンの売り手ジャック・エンターテインメントから2つ目のカジノ、ジャック・シンシナティ・カジノを購入し、不動産に5億5800万ドルを支払い、ハードロック・インターナショナルはこの不動産を年間4300万ドルでリースした。
2019年12月、センチュリーカジノと共同でミズーリ州とウェストバージニア州にある3つのカジノをエルドラド・リゾーツから買収した（アイル・カジノ・ケープジラード、レディラック・カジノ・カラザズヴィル、マウンテニア・カジノ、競馬場、リゾート）
ヴィーチ社は不動産資産に2億7800万ドルを支払い、センチュリーに年間2500万ドルで賃貸した。その1ヵ月後、同社はジャック・エンターテインメントからさらに2つの不動産、ジャック・クリーブランド・カジノとジャック・シスルダウン・ラキノを合計8億4300万ドルで購入し、年間6600万ドルでリースバックした。
2020年7月、エルドラド・リゾーツはシーザーズ・エンターテインメントを買収し、ヴィチの主要テナントとなり、社名をシーザーズ・エンターテインメントに変更した。この買収に関連して、ヴィチはシーザーズから3つの不動産（ハラーズ・アトランティックシティ、ハラーズ・ラフリン、ハラーズ・ニューオリンズ）を合計18億ドルで購入し、年間1億5400万ドルで新生シーザーズにリースバックした。
2022年2月、ラスベガス・サンズからラスベガス・ストリップにある複合施設ベネチアンの不動産を40億ドルで購入した。この買収にはベネチアンとパラッツォのカジノホテルとサンズ・エキスポ・コンベンションセンターが含まれていた。アポロ・グローバル・マネジメントは運営事業を買収し、年間2億5,000万ドルで賃貸した。
2022年4月、MGMグロース・プロパティーズを172億ドル（引受負債57億ドルを含む）で買収した。 この買収により、ヴィチのポートフォリオに13の不動産の完全所有権が加わり、MGMグランド・ラスベガスとマンダレイ・ベイのリゾートの半分の所有権が加わり、ヴィーチの年間収益は10億ドル増加し、さらに660エーカーを超えるラスベガス・ストリップ最大の土地所有者となった。 Vici は2023年1月、MGM グランドとマンダレイ・ベイの残り半分の権益を Blackstone から12億7000万ドルと15億ドルの引受債務で買い取りました。
2023年にカナダに進出し、アルバータ州の4つのカジノをピュア・カナディアン・ゲーミングから2億100万ドルで取得しました。

## 物件

### シーザーズ・エンターテインメントへの賃貸契約
- シーザーズ・アトランティックシティ（ニュージャージー州アトランティックシティ
- シーザーズ・パレス（ネバダ州パラダイス
- ハラーズ・アトランティックシティ（ニュージャージー州アトランティックシティ
- ハラーズ・カウンシル・ブラフス（アイオワ州カウンシル・ブラフス
- ハラーズ・ガルフ・コースト（ハラーズガルフコースト） - ミシシッピ州ビロクシ
- ハラーズ・ジョリエット（ハラーズ・ジョリエット） - イリノイ州ジョリエット（80パーセント出資
- ハラーズ・レイク・タホ（ネバダ州ステートライン
- ハラーズ・ラスベガス（ハラーズ・ラスベガス）-ネバダ州パラダイス
- ハラーズ・ラフリン（ハラーズ・ラフリン） - ネバダ州ラフリン
- ハラーズ・メトロポリス（イリノイ州メトロポリス
- ハラーズ・ニューオーリンズ（Harrah's New Orleans） - ルイジアナ州ニューオーリンズ
- ハラーズ・ノースカンザスシティ - ミズーリ州ノースカンザスシティ
- ハラーズ・フィラデルフィア（ハラーズ・フィラデルフィア） - ペンシルバニア州チェスター
- ハーベス・レイク・タホ - ネバダ州ステートライン
- ホースシュー・ボージャーシティ - ルイジアナ州ボージャーシティ
- ホースシュー・カウンシル・ブラフ - アイオワ州カウンシル・ブラフ
- ホースシュー・ハモンド - インディアナ州ハモンド
- ホースシュー・チュニカ - ミシシッピ州チュニカ・リゾート
- チュニカ・ロードハウス - ミシシッピ州チュニカ・リゾート（閉店）

### MGM リゾーツ・インターナショナルへの賃貸契約
- ボーリベッジ - ミシシッピ州ビロクシ
- ボルガタ・ホテル・カジノ＆スパ（ニュージャージー州アトランティックシティ
- エクスカリバー・ホテル＆カジノ（ネバダ州パラダイス
- ルクソール・ラスベガス（ネバダ州パラダイス
- マンダレイベイ（ネバダ州パラダイス
- MGMグランド・デトロイト（ミシガン州デトロイト
- MGMグランド・ラスベガス - ネバダ州パラダイス
- MGMナショナルハーバー - メリーランド州オクソンヒル
- MGMノースフィールドパーク - オハイオ州ノースフィールド
- MGMスプリングフィールド - マサチューセッツ州スプリングフィールド
- ニューヨーク・ニューヨーク・ホテル＆カジノ（ネバダ州パラダイス
- パークMGM - ネバダ州パラダイス
- Tモバイル・アリーナ - ネバダ州パラダイス（土地のみ）
- ヨンカーズ競馬場＆エンパイアシティカジノ - ニューヨーク州ヨンカーズ

### ピュアカナディアン・ゲーミングへの賃貸契約
- ピュアカジノカルガリー - アルバータ州カルガリー
- ピュアカジノエドモントン - アルバータ州エドモントン
- ピュアカジノレスブリッジ（ピュアカジノ・レスブリッジ） - アルバータ州レスブリッジ
- ピュアカジノイエローヘッド - アルバータ州エドモントン

### 他社への賃貸契約
- シーザーズ・サザン・インディアナ - インディアナ州エリザベス（チェロキー・インディアンのイースタン・バンドに賃貸）
- センチュリーカジノケープジラード - ミズーリ州ケープジラード（センチュリーカジノに賃貸）
- センチュリーカジノ・カラザズビル - ミズーリ州カラザズビル（センチュリーカジノに賃貸）
- ゴールドストライク・チュニカ - ミズーリ州チュニカ・リゾーツ（チェロキー・ネーション・ビジネスに賃貸）
- ハードロック・カジノ・シンシナティ - オハイオ州シンシナティ（ハードロック・インターナショナルに賃貸）
- ハードロック・ラスベガス／ザ・ミラージュ - ネバダ州パラダイス（ハードロック・インターナショナルに賃貸）
- ハリウッドカジノ アット グリークタウン（ハリウッドカジノ アット グリークタウン） - ミシガン州デトロイト（ペン ナショナル ゲーミングにリース
- ジャック・クリーブランド・カジノ（オハイオ州クリーブランド）（ジャック・エンターテインメントに賃貸
- ジャック・シスルダウン・ラキノ（ジャック・エンターテインメントに賃貸中）
- マルガリータビル・リゾートカジノ（ボージャーシティー、ルイジアナ州）（ペン・ナショナル・ゲーミングに賃貸中
- マウンテニアカジノ、競馬場、リゾート - ウェストバージニア州ニューカンバーランド（センチュリーカジノに賃貸中）
- ザ・ベネチアン・ラスベガス（ネバダ州パラダイス）（アポロー・グローバル・マネジメントに賃貸

### ゴルフコース
4つのゴルフコースを所有、運営している：
- カスカータ（ネバダ州ボルダーシティ
- チャリオット・ラン（インディアナ州ラコニア
- グランド・ベア（ミシシッピ州ソーシャー
- リオ・セッコ（ネバダ州ヘンダーソン

### 旧物件
- バリーズ・アトランティックシティ - ニュージャージー州アトランティックシティ - 2020年に売却[41]。
- ブルーグラス・ダウンズ - ケンタッキー州パデューカ - 2019年閉鎖、2020年寄付[42]。
- ハラーズ・ルイジアナ・ダウンズ - ルイジアナ州ボージャーシティ - 2021年売却[43]。
- ハラーズ・リノ - ネバダ州リノ - 2020年に閉鎖、売却[44]。